# 橄榄果链珠藤
橄榄果链珠藤（学名：Alyxia balansae）是夹竹桃科链珠藤属的植物。分布在越南以及中国大陆的云南等地，生长于海拔760米至930米的地区，多生长在山谷疏林中，目前尚未由人工引种栽培。